# Danh sách cầu thủ tham dự giải vô địch bóng đá U-17 Nam Mỹ 2009
Giải vô địch bóng đá U-17 Nam Mỹ 2009 là một giải thi đấu bóng đá quốc tế tổ chức ở Chile từ 17 tháng 4 đến 9 tháng 5 năm 2009. 10 đội tham gia phải đăng ký đội hình 20 cầu thủ; chỉ có các cầu thủ trong đội hình mới được tham gia giải đấu. Các cầu thủ phải sinh sau ngày 1 tháng 1 năm 1992.

## Argentina
Huấn luyện viên: José Luis Brown
| 0#0 | Vị trí | Cầu thủ                | Ngày sinh và tuổi          | Câu lạc bộ              |
| --- | ------ | ---------------------- | -------------------------- | ----------------------- |
| 1   | TM     | Emiliano Martínez      | 2 tháng 9, 1992 (16 tuổi)  | Independiente           |
| 2   | HV     | Leandro González Pírez | 26 tháng 2, 1992 (17 tuổi) | River Plate             |
| 3   | HV     | Lucas Krupszky         | 6 tháng 4, 1992 (17 tuổi)  | Independiente           |
| 4   | HV     | Leandro Marín          | 22 tháng 1, 1992 (17 tuổi) | Boca Juniors            |
| 5   | TV     | Jorge Balbuena         | 28 tháng 2, 1992 (17 tuổi) | CA Lanús                |
| 6   | HV     | Esteban Espíndola      | 22 tháng 3, 1992 (17 tuổi) | River Plate             |
| 7   | TV     | Ezequiel Cirigliano    | 24 tháng 1, 1992 (17 tuổi) | River Plate             |
| 8   | TV     | Rodrigo Díaz           | 30 tháng 8, 1992 (16 tuổi) | Argentinos Juniors      |
| 9   | TĐ     | Daniel Villalva        | 6 tháng 7, 1992 (16 tuổi)  | River Plate             |
| 10  | TV     | Sebastián González     | 4 tháng 3, 1992 (17 tuổi)  | San Lorenzo             |
| 11  | TĐ     | Sergio Araujo          | 28 tháng 1, 1992 (17 tuổi) | Boca Juniors            |
| 12  | TĐ     | Ignacio Arce           | 8 tháng 4, 1992 (17 tuổi)  | Unión de Santa Fe       |
| 13  | HV     | Nicolás Tagliafico     | 31 tháng 8, 1992 (16 tuổi) | CA Banfield             |
| 14  | TV     | Diego Martínez         | 1 tháng 1, 1992 (17 tuổi)  | River Plate             |
| 15  | TV     | Esteban Orfano         | 13 tháng 1, 1992 (17 tuổi) | Boca Juniors            |
| 16  | TV     | Alexis Quintulén       | 21 tháng 5, 1992 (16 tuổi) | Sporting Lisboa         |
| 17  | HV     | Benjamín Rosales       | 15 tháng 2, 1992 (17 tuổi) | CA Lanús                |
| 18  | TV     | Gonzalo Olid Apaza     | 5 tháng 3, 1992 (17 tuổi)  | River Plate             |
| 19  | TV     | Matías Sosa            | 26 tháng 6, 1992 (16 tuổi) | Estudiantes de La Plata |
| 20  | TĐ     | Eduardo Rotondi        | 29 tháng 1, 1992 (17 tuổi) | Argentinos Juniors      |

## Bolivia
Huấn luyện viên: Óscar Villegas
| 0#0 | Vị trí | Cầu thủ           | Ngày sinh và tuổi           | Câu lạc bộ             |
| --- | ------ | ----------------- | --------------------------- | ---------------------- |
| 1   | TM     | Pedro Lusquiño    | 4 tháng 8, 1992 (16 tuổi)   | Callejas               |
| 2   | HV     | Rodrigo Borda     | 11 tháng 2, 1992 (17 tuổi)  | Aurora                 |
| 3   | HV     | Alejandro Méndez  | 11 tháng 1, 1992 (17 tuổi)  | Callejas               |
| 4   | HV     | Carlos Mendoza    | 19 tháng 10, 1992 (16 tuổi) | Vaca Diez              |
| 5   | HV     | Jorge Toco        | 13 tháng 1, 1992 (17 tuổi)  | Universitario de Sucre |
| 6   | TV     | Diego Torrico     | 5 tháng 1, 1992 (17 tuổi)   | Blooming               |
| 7   | TV     | Diego Suárez      | 7 tháng 10, 1992 (16 tuổi)  | Dínamo de Kiev         |
| 8   | TV     | Ramiro Ballivian  | 8 tháng 4, 1992 (17 tuổi)   | Universitario de Sucre |
| 9   | TĐ     | Gilbert Álvarez   | 7 tháng 4, 1992 (17 tuổi)   | Callejas               |
| 10  | TV     | Samuel Galindo    | 18 tháng 4, 1992 (16 tuổi)  | Real América           |
| 11  | TV     | Óscar Ribera      | 11 tháng 2, 1992 (17 tuổi)  | Callejas               |
| 12  | TM     | Romel Quiñónez    | 25 tháng 6, 1992 (16 tuổi)  | Callejas               |
| 13  | TV     | Robert Silva      | 12 tháng 2, 1994 (15 tuổi)  | Florida                |
| 14  | TV     | Leonel Justiniano | 2 tháng 7, 1992 (16 tuổi)   | Callejas               |
| 15  | HV     | Diego Vaca        | 2 tháng 2, 1992 (17 tuổi)   | Callejas               |
| 16  | TĐ     | Marco Rivero      | 14 tháng 2, 1992 (17 tuổi)  | Jorge Wilstermann      |
| 17  | TĐ     | Juan Pablo Peña   | 24 tháng 6, 1992 (16 tuổi)  | Vaca Diez              |
| 18  | TĐ     | Carlos Castro     | 8 tháng 9, 1992 (16 tuổi)   | Amboro                 |
| 19  | HV     | Luis Salvatierra  | 30 tháng 1, 1992 (17 tuổi)  | Callejas               |
| 20  | TV     | Fran Parada       | 10 tháng 6, 1992 (16 tuổi)  | Vaca Diez              |

## Brasil
Huấn luyện viên: Luiz Antonio Nizzo
| 0#0 | Vị trí | Cầu thủ           | Ngày sinh và tuổi           | Câu lạc bộ |
| --- | ------ | ----------------- | --------------------------- | ---------- |
| 1   |        | Luis Guilherme    | 4 tháng 6, 1992 (16 tuổi)   | Brasil     |
| 2   |        | Crystian          | 10 tháng 6, 1992 (16 tuổi)  | Brasil     |
| 3   |        | Gerson Vieira     | 4 tháng 10, 1992 (16 tuổi)  | Brasil     |
| 4   |        | Sidimar           | 9 tháng 7, 1992 (16 tuổi)   | Brasil     |
| 5   |        | Elivelton         | 21 tháng 1, 1992 (17 tuổi)  | Brasil     |
| 6   |        | Dodô              | 6 tháng 2, 1992 (17 tuổi)   | Brasil     |
| 7   |        | Dudu              | 7 tháng 1, 1992 (17 tuổi)   | Brasil     |
| 8   |        | Joao Pedro        | 9 tháng 3, 1992 (17 tuổi)   | Brasil     |
| 9   |        | Willen            | 10 tháng 1, 1992 (17 tuổi)  | Brasil     |
| 10  |        | Philippe Coutinho | 12 tháng 6, 1992 (16 tuổi)  | Brasil     |
| 11  |        | Wellington Nem    | 6 tháng 2, 1992 (17 tuổi)   | Brasil     |
| 12  |        | Alisson           | 2 tháng 10, 1992 (16 tuổi)  | Brasil     |
| 13  |        | Romário           | 18 tháng 12, 1993 (15 tuổi) | Brasil     |
| 14  |        | Maurício          | 6 tháng 2, 1992 (17 tuổi)   | Brasil     |
| 15  |        | Leonardo Zanatta  | 7 tháng 5, 1992 (16 tuổi)   | Brasil     |
| 16  |        | Zezinho           | 14 tháng 3, 1992 (17 tuổi)  | Brasil     |
| 17  |        | Fernando          | 3 tháng 3, 1992 (17 tuổi)   | Brasil     |
| 18  |        | Guilherme Batata  | 2 tháng 5, 1992 (16 tuổi)   | Brasil     |
| 19  |        | Felipinho         | 29 tháng 1, 1992 (17 tuổi)  | Brasil     |
| 20  |        | Casemiro          | 23 tháng 2, 1992 (17 tuổi)  | Brasil     |

## Chile
Huấn luyện viên: César Vaccia
| 0#0 | Vị trí | Cầu thủ            | Ngày sinh và tuổi           | Câu lạc bộ           |
| --- | ------ | ------------------ | --------------------------- | -------------------- |
| 1   | TM     | Leonardo Rayo      | 24 tháng 11, 1992 (16 tuổi) | Colo Colo            |
| 2   | HV     | Enzo Roco          | 16 tháng 8, 1992 (16 tuổi)  | Universidad Católica |
| 3   | HV     | Matías Navarrete   | 23 tháng 5, 1992 (16 tuổi)  | Unión Española       |
| 4   | HV     | David Villarroel   | 27 tháng 7, 1992 (16 tuổi)  | Fernández Vial       |
| 5   | HV     | Mario Parra        | 9 tháng 1, 1992 (17 tuổi)   | Palestino            |
| 6   | TV     | Claudio Sepúlveda  | 19 tháng 6, 1992 (16 tuổi)  | Universidad Católica |
| 7   | TV     | Gustavo Ramírez    | 22 tháng 5, 1992 (16 tuổi)  | Colo Colo            |
| 8   | TV     | Santiago Dittborn  | 30 tháng 10, 1992 (16 tuổi) | Universidad Católica |
| 9   | TĐ     | Álvaro Ramos       | 14 tháng 4, 1992 (17 tuổi)  | Municipal Iquique    |
| 10  | TV     | César Valenzuela   | 4 tháng 9, 1992 (16 tuổi)   | Palestino            |
| 11  | TV     | Alex González      | 2 tháng 2, 1992 (17 tuổi)   | Santiago Wanderers   |
| 12  | TM     | Darío Melo         | 24 tháng 3, 1993 (16 tuổi)  | Palestino            |
| 13  | HV     | Pedro Salgado      | 6 tháng 11, 1992 (16 tuổi)  | Universidad Católica |
| 14  | TV     | José Fernández     | 23 tháng 5, 1992 (16 tuổi)  | Colo Colo            |
| 15  | TĐ     | Erick Mora         | 29 tháng 4, 1992 (16 tuổi)  | Cobreloa             |
| 16  | TĐ     | Cristian Contreras | 19 tháng 2, 1992 (17 tuổi)  | Colo Colo            |
| 17  | TĐ     | Frank Fernández    | 26 tháng 2, 1992 (17 tuổi)  | Universidad Católica |
| 18  | TV     | Camilo Peña        | 5 tháng 6, 1992 (16 tuổi)   | Universidad Católica |
| 19  | HV     | Jorge Aravena      | 24 tháng 8, 1992 (16 tuổi)  | Colo Colo            |
| 20  | TĐ     | Matías Jadue       | 16 tháng 5, 1992 (16 tuổi)  | Universidad Católica |

## Colombia
Huấn luyện viên: Ramiro Viáfara
| 0#0 | Vị trí | Cầu thủ             | Ngày sinh và tuổi           | Câu lạc bộ             |
| --- | ------ | ------------------- | --------------------------- | ---------------------- |
| 1   | TM     | Cristian Bonilla    | 2 tháng 6, 1993 (15 tuổi)   | Boyacá Chicó FC        |
| 2   | HV     | Juan David Díaz     | 10 tháng 10, 1992 (16 tuổi) | Deportivo Pasto        |
| 3   | HV     | Luis Fernando David | 27 tháng 8, 1992 (16 tuổi)  | LF Risaralda           |
| 4   | HV     | Jader David Romaña  | 26 tháng 6, 1992 (16 tuổi)  | Bogotá FC              |
| 5   | HV     | Juan Camilo Saiz    | 1 tháng 3, 1992 (17 tuổi)   | Envigado FC            |
| 6   | HV     | Jhojan Caicedo      | 30 tháng 9, 1992 (16 tuổi)  | Boyacá Chicó FC        |
| 7   | TV     | Carlos Mario Castro | 16 tháng 5, 1992 (16 tuổi)  | Independiente Santa Fe |
| 8   | TV     | Gustavo Cuéllar     | 14 tháng 10, 1992 (16 tuổi) | Deportivo Cali         |
| 9   | TĐ     | Faider Burbano      | 19 tháng 6, 1992 (16 tuổi)  | Envigado FC            |
| 10  | TV     | Edwin Cardona       | 8 tháng 12, 1992 (16 tuổi)  | Atlético Nacional      |
| 11  | TĐ     | Wilson Cuero        | 27 tháng 1, 1992 (17 tuổi)  | Millonarios            |
| 12  | TM     | Andrés Salazar      | 12 tháng 3, 1992 (17 tuổi)  | Academia FC            |
| 13  | TV     | Deiner Córdoba      | 21 tháng 4, 1992 (16 tuổi)  | Deportivo Pereira      |
| 14  | TV     | Carlos Julio Robles | 16 tháng 5, 1992 (16 tuổi)  | Deportes Quindío       |
| 15  | TV     | José David Leudo    | 9 tháng 11, 1993 (15 tuổi)  | Boyacá Chicó FC        |
| 16  | TĐ     | Jorge Luis Ramos    | 2 tháng 10, 1992 (16 tuổi)  | Real Cartagena         |
| 17  | HV     | Jeison Murillo      | 30 tháng 11, 1992 (16 tuổi) | Juventud Soacha FC     |
| 18  | TĐ     | Christian Mafla     | 15 tháng 1, 1993 (16 tuổi)  | LF Valle               |
| 19  | TV     | Arnol Palacios      | 8 tháng 6, 1992 (16 tuổi)   | LF Valle               |
| 20  | TV     | Stiven Mendoza      | 27 tháng 6, 1992 (16 tuổi)  | América de Cali        |

## Ecuador
Huấn luyện viên: José Javier Rodríguez
| 0#0 | Vị trí | Cầu thủ                | Ngày sinh và tuổi           | Câu lạc bộ           |
| --- | ------ | ---------------------- | --------------------------- | -------------------- |
| 1   | TM     | Fredy Carcelén         | 9 tháng 4, 1993 (16 tuổi)   | El Nacional          |
| 2   | HV     | Mario Pineida          | 6 tháng 7, 1992 (16 tuổi)   | Brasilia             |
| 3   | HV     | Jorge Valencia         | 22 tháng 5, 1992 (16 tuổi)  | El Nacional          |
| 4   | TV     | Esteban Villaprado     | 21 tháng 2, 1992 (17 tuổi)  | LDU Portoviejo       |
| 5   | HV     | Dennys Quiñónez        | 12 tháng 3, 1992 (17 tuổi)  | Barcelona SC         |
| 6   | TV     | César Villacís         | 6 tháng 11, 1992 (16 tuổi)  | El Nacional          |
| 7   | TĐ     | Carlos Alava           | 26 tháng 8, 1992 (16 tuổi)  | Manta FC             |
| 8   | HV     | Yeison Ordóñez         | 15 tháng 3, 1992 (17 tuổi)  | IND JT               |
| 9   | TV     | Luis Celi              | 13 tháng 1, 1992 (17 tuổi)  | Universidad Católica |
| 10  | TV     | Jonathan De La Cruz    | 18 tháng 7, 1992 (16 tuổi)  | Universidad Católica |
| 11  | TĐ     | Richard Caicedo        | 13 tháng 12, 1992 (16 tuổi) | Fedeguayas           |
| 12  | HV     | Johan Padilla          | 14 tháng 8, 1992 (16 tuổi)  | Panamá SC            |
| 13  | TĐ     | Jean De La Rosa        | 30 tháng 7, 1992 (16 tuổi)  | Emelec               |
| 14  | TV     | Kevin Tello            | 2 tháng 3, 1992 (17 tuổi)   | Emelec               |
| 15  | TV     | Dixon Arroyo           | 1 tháng 6, 1992 (16 tuổi)   | Norte América        |
| 16  | TV     | Jorge Chedraui         | 10 tháng 8, 1992 (16 tuổi)  | Emelec               |
| 17  | TM     | Edder Fuertes          | 27 tháng 3, 1992 (17 tuổi)  | El Nacional          |
| 18  | HV     | Ramiro Montesdeoca     | 20 tháng 11, 1992 (16 tuổi) | LDU Portoviejo       |
| 19  | TĐ     | Roger Rentería         | 22 tháng 6, 1992 (16 tuổi)  | Emelec               |
| 20  | TĐ     | Marco Antonio Nazareno | 19 tháng 3, 1993 (16 tuổi)  | Barcelona SC         |

## Paraguay
Huấn luyện viên: Jorge Campos
| 0#0 | Vị trí | Cầu thủ              | Ngày sinh và tuổi          | Câu lạc bộ                       |
| --- | ------ | -------------------- | -------------------------- | -------------------------------- |
| 2   | HV     | Juan Antonio Benítez | 16 tháng 2, 1992 (17 tuổi) | Cerro Porteño                    |
| 3   | HV     | Fernando Acuña       | 31 tháng 8, 1992 (16 tuổi) | Libertad                         |
| 4   | HV     | Claudio Estigarribia | 7 tháng 3, 1992 (17 tuổi)  | Cerro Porteño                    |
| 5   | HV     | Ángel Vera           | 25 tháng 2, 1992 (17 tuổi) | Libertad                         |
| 6   | TV     | Gustavo Gómez        | 6 tháng 5, 1993 (15 tuổi)  | 31 de julio San Ignacio Misiones |
| 7   | TV     | Juan José Franco     | 10 tháng 2, 1992 (17 tuổi) | Cerro Porteño                    |
| 8   | TV     | Jorge Velázquez      | 10 tháng 1, 1992 (17 tuổi) | Libertad                         |
| 9   | TĐ     | Epifanio García      | 2 tháng 7, 1992 (16 tuổi)  | Cerro Porteño                    |
| 10  | TV     | Jorge Salinas        | 6 tháng 5, 1992 (16 tuổi)  | Libertad                         |
| 11  | TV     | Félix Gómez          | 20 tháng 1, 1992 (17 tuổi) | Guaraní                          |
| 12  | TM     | Christian Villalba   | 20 tháng 3, 1992 (17 tuổi) | Olimpia                          |
| 13  | HV     | Blas Moroni          | 3 tháng 2, 1992 (17 tuổi)  | Rubio Ñu                         |
| 14  | HV     | Danilo Ortiz         | 28 tháng 7, 1992 (16 tuổi) | Cerro Porteño                    |
| 15  | TV     | Julio Domínguez      | 7 tháng 4, 1992 (17 tuổi)  | Cerro Porteño                    |
| 16  | TV     | David León           | 18 tháng 2, 1993 (16 tuổi) | Olimpia                          |
| 17  | TĐ     | Carlos Valiente      | 19 tháng 8, 1992 (16 tuổi) | Sportivo Luqueño                 |
| 18  | TV     | Diego Godoy          | 1 tháng 4, 1992 (17 tuổi)  | Cerro Porteño                    |
| 19  | TV     | Federico Giménez     | 3 tháng 3, 1992 (17 tuổi)  | Sol de América                   |
| 20  | TV     | Jorge Cañete         | 17 tháng 7, 1992 (16 tuổi) | Olimpia                          |

## Perú
Huấn luyện viên: Juan José Oré
| 0#0 | Vị trí | Cầu thủ            | Ngày sinh và tuổi          | Câu lạc bộ              |
| --- | ------ | ------------------ | -------------------------- | ----------------------- |
| 1   | TM     | Hugo Guevara       | 3 tháng 11, 1992 (16 tuổi) | Universidad San Martín  |
| 2   | HV     | Daive Arriaga      | 7 tháng 10, 1992 (16 tuổi) | Esther Grande de Bentín |
| 3   | HV     | Pedro Diez         | 22 tháng 5, 1992 (16 tuổi) | Universitario           |
| 4   | HV     | Anthony Castañón   | 22 tháng 3, 1992 (17 tuổi) | Ciclista Lima           |
| 5   | HV     | Renato Zapata      | 16 tháng 2, 1992 (17 tuổi) | Universitario           |
| 6   | HV     | Antonio Centeno    | 3 tháng 4, 1992 (17 tuổi)  | Universitario           |
| 7   | TĐ     | Johan Rey          | 28 tháng 2, 1992 (17 tuổi) | Universitario           |
| 8   | TV     | Tarek Carranza     | 13 tháng 2, 1992 (17 tuổi) | Sporting Cristal        |
| 9   | TĐ     | Helaman Chuy       | 13 tháng 7, 1992 (16 tuổi) | Esther Grande de Bentín |
| 10  | TV     | Deyair Reyes       | 4 tháng 3, 1992 (17 tuổi)  | Sporting Cristal        |
| 11  | TV     | Torre La Torre     | 26 tháng 5, 1992 (16 tuổi) | Esther Grande de Bentín |
| 12  | TM     | Armando Falcón     | 12 tháng 1, 1992 (17 tuổi) | Sporting Cristal        |
| 13  | HV     | Carlos Lizarzaburu | 9 tháng 1, 1992 (17 tuổi)  | Universidad San Martín  |
| 14  | TV     | Joazhiño Arroe     | 5 tháng 6, 1992 (16 tuổi)  | AC Siena                |
| 15  | TV     | Rodrigo Ríos       | 3 tháng 1, 1992 (17 tuổi)  | Ciclista Lima           |
| 16  | TV     | Jordan Ccapacca    | 5 tháng 3, 1992 (17 tuổi)  | Sporting Cristal        |
| 17  | TV     | César Mayuri       | 4 tháng 9, 1992 (16 tuổi)  | Academia Cantolao       |
| 18  | HV     | Diego Villanueva   | 21 tháng 5, 1992 (16 tuổi) | Universitario           |
| 19  | TĐ     | Junior Chumbiray   | 22 tháng 7, 1992 (16 tuổi) | Universidad San Martín  |
| 20  | TV     | Juan Ventura       | 28 tháng 2, 1992 (17 tuổi) | Unattached              |

## Uruguay
Huấn luyện viên: Roland Marcenaro
| 0#0 | Vị trí | Cầu thủ                | Ngày sinh và tuổi          | Câu lạc bộ        |
| --- | ------ | ---------------------- | -------------------------- | ----------------- |
| 1   | TM     | Salvador Ichazo        | 26 tháng 1, 1992 (17 tuổi) | Danubio           |
| 2   | HV     | Ramón Arias            | 27 tháng 7, 1992 (16 tuổi) | Defensor Sporting |
| 3   | HV     | Diego Polenta          | 6 tháng 2, 1992 (17 tuổi)  | Genoa             |
| 4   | HV     | Santiago Pereyra       | 2 tháng 6, 1992 (16 tuổi)  | Nacional          |
| 5   | TV     | Sebastián Rodríguez    | 16 tháng 8, 1992 (16 tuổi) | Danubio           |
| 6   | HV     | Bruno Marchelli        | 1 tháng 7, 1992 (16 tuổi)  | Nacional          |
| 7   | TĐ     | Gonzalo Barreto        | 22 tháng 1, 1992 (17 tuổi) | Danubio           |
| 8   | TV     | Ignacio Avilés         | 23 tháng 5, 1992 (16 tuổi) | Danubio           |
| 9   | TĐ     | Adrián Luna            | 12 tháng 4, 1992 (17 tuổi) | Defensor Sporting |
| 10  | TV     | Sebastián Gallegos     | 18 tháng 1, 1992 (17 tuổi) | Danubio           |
| 11  | TV     | José Bernardo Laureiro | 2 tháng 2, 1992 (17 tuổi)  | Defensor Sporting |
| 12  | TM     | Kevin Blanco           | 8 tháng 2, 1992 (17 tuổi)  | Nacional          |
| 13  | HV     | Rubén Silvera          | 4 tháng 1, 1993 (16 tuổi)  | Defensor Sporting |
| 14  | HV     | Sebastián Sellanes     | 15 tháng 1, 1992 (17 tuổi) | Nacional          |
| 15  | TV     | Nicolás Prieto         | 5 tháng 9, 1992 (16 tuổi)  | Nacional          |
| 16  | TV     | Luis De Los Santos     | 4 tháng 3, 1993 (16 tuổi)  | Danubio           |
| 17  | TV     | Jhon Pírez             | 20 tháng 2, 1993 (16 tuổi) | Defensor Sporting |
| 18  | TĐ     | Raúl Rivero            | 24 tháng 1, 1992 (17 tuổi) | Defensor Sporting |
| 19  | TĐ     | Santiago González      | 11 tháng 6, 1992 (16 tuổi) | River Plate       |
| 20  | TĐ     | Nicolás Mezquida       | 21 tháng 1, 1992 (17 tuổi) | Peñarol           |

## Venezuela
Huấn luyện viên: Daniel de Oliveira
| 0#0 | Vị trí | Cầu thủ               | Ngày sinh và tuổi           | Câu lạc bộ                |
| --- | ------ | --------------------- | --------------------------- | ------------------------- |
| 1   | TM     | Jesús Escalona        | 15 tháng 2, 1992 (17 tuổi)  | Unión Lara                |
| 2   | TV     | Rómulo Otero          | 11 tháng 9, 1992 (16 tuổi)  | Caracas FC                |
| 3   | HV     | Carlos Rivero         | 27 tháng 11, 1992 (16 tuổi) | Hdad. Gallega de Valencia |
| 4   | HV     | Jackson Clavijo       | 1 tháng 1, 1992 (17 tuổi)   | Deportivo Táchira         |
| 5   | HV     | William Matos         | 17 tháng 1, 1992 (17 tuổi)  | Caracas FC                |
| 6   | TV     | Yorman Suárez         | 26 tháng 4, 1992 (16 tuổi)  | Caracas FC                |
| 7   | TĐ     | Josef Martínez        | 19 tháng 5, 1993 (15 tuổi)  | Estudiantes de La Plata   |
| 8   | TV     | Alexander González    | 13 tháng 9, 1992 (16 tuổi)  | Caracas FC                |
| 9   | TĐ     | Fernando Aristeguieta | 9 tháng 4, 1992 (17 tuổi)   | Caracas FC                |
| 10  | TV     | Josimar Zambrano      | 12 tháng 6, 1992 (16 tuổi)  | Deportivo Italia          |
| 11  | TĐ     | Luis Sadovnic         | 10 tháng 1, 1993 (16 tuổi)  | San Agustín del Paraíso   |
| 12  | TM     | Carlos Villa          | 6 tháng 12, 1992 (16 tuổi)  | Deportivo Italia          |
| 13  | HV     | Rafaelle Centofanti   | 21 tháng 3, 1992 (17 tuổi)  | Miami FC                  |
| 14  | TĐ     | Eliezer Padilla       | 17 tháng 2, 1992 (17 tuổi)  | Pelicano FC               |
| 15  | TV     | Marco Lobo            | 11 tháng 8, 1992 (16 tuổi)  | Deportivo Italia          |
| 16  | HV     | Alexander Valero      | 3 tháng 3, 1992 (17 tuổi)   | Minervén                  |
| 17  | HV     | Visnu Maharaj         | 31 tháng 1, 1992 (17 tuổi)  | PSA Academy               |
| 18  | TV     | Manuel Medori         | 8 tháng 2, 1992 (17 tuổi)   | Mac Allister              |
| 19  | TV     | Víctor Archila        | 18 tháng 8, 1992 (16 tuổi)  | Hdad. Gallega de Valencia |
| 20  | TV     | Juan González         | 28 tháng 2, 1992 (17 tuổi)  | Dvo. La Coruña            |